# Austria na Letnich Igrzyskach Olimpijskich 1964
Austrię na Letnich Igrzyskach Olimpijskich 1964 reprezentowało 56 zawodników.

## Skład kadry

### Boks
Mężczyźni
- Peter Weiss
  - Waga piórkowa - 17. miejsce

- Rupert König
  - Waga lekkopółśrednia - 17. miejsce

- Franz Frauenlob
  - Waga średnia - 17. miejsce

### Gimnastyka
Kobiety
- Henriette Parzer
  - Indywidualnie - 61. miejsce
  - Ćwiczenia na podłodze - 56. miejsce
  - Skok - 47. miejsce
  - Poręcze - 65. miejsce
  - Równoważnia - 62. miejsce

### Judo
Mężczyźni
- Gerhard Zotter
  - Waga do 68 kg - 5. miejsce

- Karl Reisinger
  - Waga 68 kg - 9. miejsce

- Alfred Redl
  - Waga 80 kg - 9. miejsce

### Kajakarstwo
Mężczyźni
- Günther Pfaff
  - C1 1000 m - 5. miejsce

- Kurt Heubusch, Günther Pfaff, Kurt Lindlgruber, Ernst Severa
  - K 4 1000 m - 12. miejsce

Kobiety
- Hanneliese Spitz
  - K1 500 m - 6. miejsce

### Pięciobój nowoczesny
Mężczyźni
- Udo Birnbaum
  - Indywidualnie - 24. miejsce

- Rudolf Trost
  - Indywidualnie - 32. miejsce

- Herbert Polzhuber
  - Indywidualnie - 33. miejsce

- Udo Birnbaum, Rudolf Trost, Herbert Polzhuber
  - Drużynowo - 10. miejsce

### Pływanie
Mężczyźni
- Gert Kölli
  - 100 m stylem dowolnym - odpadł w eliminacjach
  - 400 m stylem dowolnym - odpadł w eliminacjach

- Gerhard Wieland
  - 100 m stylem dowolnym - odpadł w eliminacjach
  - 200 m stylem grzbietowym - odpadł w eliminacjach

- Friedrich Suda
  - 200 m stylem grzbietowym - odpadł w eliminacjach

- Volker Deckardt
  - 200 m stylem motylkowym - odpadł w eliminacjach

Kobiety
- Christl Paukerl
  - 100 m stylem dowolnym - odpadła w eliminacjach

- Ursula Seitz
  - 100 m stylem grzbietowym - odpadła w eliminacjach

- Christl Filippovits
  - 100 m stylem klasycznym - odpadła w eliminacjach

### Podnoszenie ciężarów
Mężczyźni
- Gerhard Hastik
  - Waga lekkociężka - 18. miejsce

- Kurt Herbst
  - Waga półciężka - 10. miejsce

- Udo Querch
  - Waga ciężka - 18. miejsce

### Lekkoatletyka
Mężczyźni
- Rudolf Klaban
  - 800 m - odpadł w eliminacjach

- Volker Tulzer
  - 1500 m - odpadł w eliminacjach

- Helmut Haid
  - 400 m przez płotki - odpadł w eliminacjach

- Ernst Soudek
  - Rzut dyskiem - 20. miejsce

- Heinrich Thun
  - Rzut młotem - 15. miejsce

Kobiety
- Inge Aigner
  - 100 m - odpadła w eliminacjach
  - 200 m - odpadła w eliminacjach
  - 80 m przez płotki - odpadła w eliminacjach

- Ulla Flegel
  - Skok wzwyż - odpadła w eliminacjach
  - Siedmiobój - nie ukończyła

- Liese Sykora
  - Skok wzwyż - 21. miejsce

### Skoki do wody
Mężczyźni
- Kurt Mrkwicka
  - Trampolina 3 m indywidualnie - 16. miejsce
  - Wieża 10 m indywidualnie - 17. miejsce

Kobiety
- Elisabeth Svoboda
  - Trampolina 3 m indywidualnie - 15. miejsce
  - Wieża 10 m indywidualnie - 13. miejsce

- Inge Pertmayr
  - Trampolina 3 m indywidualnie - 16. miejsce
  - Wieża 10 m indywidualnie - 6. miejsce

- Ulrike Sindelar-Pachowsky
  - Trampolina 3 m indywidualnie - 18. miejsce
  - Wieża 10 m indywidualnie - 21. miejsce

### Strzelectwo
Mężczyźni
- Hubert Hammerer
  - Karabin dowolny 300 m - 9. miejsce
  - Karabin dowolny 50 m - 31. miejsce
  - Karabin dowolny leżą c 50 m - 28. miejsce

- Josef Meixner
  - Trap - 9. miejsce

- Laszlo Szapáry
  - Trap - 43. miejsce

### Szermierka
Mężczyźni
- Roland Losert
  - Floret indywidualnie - 4. miejsce
  - Szpada indywidualnie - 9. miejsce

- Rudolf Trost
  - Szpada indywidualnie - 17. miejsce

- Marcus Leyrer
  - Szpada indywidualnie - 20. miejsce

- Marcus Leyrer, Udo Birnbaum, Herbert Polzhuber, Marcus Leyrer, Roland Losert
  - Szpada drużynowo - 9. miejsce

### Wioślarstwo
Mężczyźni
- Alfred Sageder, Josef Kloimstein, Peter Salzbacher
  - Dwójka ze sternikiem - 8. miejsce

- Dieter Ebner, Horst Kuttelwascher, Dieter Losert, Manfred Krausbar
  - Czwórka bez sternika - 8. miejsce

### Zapasy
Mężczyźni
- Styl klasyczny

- - Hans Marte
    - Waga piórkowa - odpadł w eliminacjach

- - Franz Berger
    - Waga lekka - odpadł w eliminacjach

- - Helmut Längle
    - Waga półśrednia - odpadł w eliminacjach

- - Eugen Wiesberger Jr.
    - Waga półciężka - odpadł w eliminacjach

### Żeglarstwo
Mężczyźni
- Hubert Raudaschl
  - Klasa Finn - 5. miejsce

- Karl Geiger, Werner Fischer
  - Dwójka wagi ciężkiej - 8. miejsce